# І корабель пливе…
«І корабель пливе…» (італ. E la nave va) — фільм-драма 1983 року, поставлений режисером Федеріко Фелліні. Прем'єра стрічки відбулася 10 вересня 1983 року на Венеційському міжнародному кінофестивалі. Фільм брав участь у відборі від Італії на здобуття премії «Оскар» 1984 року як найкращий фільм іноземною мовою, проте не потрапив до числа номінантів.

## Сюжет
1914  рік. Одного липневого ранку з Неаполя відпливає у незвичайний круїз пасажирський лайнер «Глорія». На її борту зібралися музиканти, відомі співаки, представники королівської фамілії, дипломати — богема і вершки суспільства, уламки цивілізації, що дійшла до знемоги. Один з пасажирів «Глорії» — журналіст Орландо — описує цю подорож. На лайнері везуть прах божественної диви Едмеа Тетуа, який мають розвіяти у відкритому океані. Прославлену співачку оплакують шанувальники її таланту, коханці, директори найбільших у світі оперних театрів, партнери, в тому числі велика Ільдебранда Куффарі.
Під час цієї трагікомічної мандрівки відбуваються і такі тривіальні речі: відомий бас Зілоєв присипляє на кухні курку голосом на найнижчій ноті; угорському медіуму щастить «увійти в контакт» з духом небіжчиці і поставити їй кілька нескромних запитань; пасажири-співаки змагаються у тому, хто силою свого голосу перекриє гуркіт машин, а тим часом у залі для фехтування точиться суперечка про долю Європи. Та в розпалі цієї грандіозної подорожі «Глорія» поділяє долю, що спіткала увесь світ. Убивство ерцгерцога Фердинанда в Сараєво звучить сигналом до трагічних подій. Якось уночі на судні знаходить притулок табір сербський циган, які втекли від австрійців… З'являється військовий корабель, і на «Глорії» проводять огляд. Рішення негайне і однозначне: потопити судно. Але дається відстрочка, щоб з належною урочистістю розвіяти прах Едмеа Тетуа. З грамофона лунає божественний голос співачки, яка викує арії із «Сили долі», «Аїди», а вітер підхоплює з чорної подушки її прах і розносить над океаном. Церемонія прощання завершується з трагічним хором, коли противник випускає перші снаряди. «Глорія» починає тонути, пасажири намагаються врятуватися на шлюпках, продовжуючи співати без єдиної фальшивої ноти в голосі.
Хвилі змикаються над кораблем-привидом, лишається тільки пліт із смертельно п'яним журналістом та носорогом, якого везли в зоопарк...

## У ролях
| • Джанет Сазман    | … | Едмеа Тетуа            |
| • Фредді Джонс     | … | Орландо                |
| • Барбара Джеффорд | … | Ільдебранда Куффарі    |
| • Віктор Полетті   | … | Ауреліано Фучілетто    |
| • Пітер Сельє      | … | сер Реджинальд Донбі   |
| • Еліза Майнарді   | … | Тереза Валеньяні       |
| • Норма Вест       | … | леді Донбі             |
| • Сара-Джейн Варлі | … | Доротея                |
| • Фьоренцо Серра   | … | Великий Герцог         |
| • Піна Бауш        | … | графиня Лерімія        |
| • Філіп Локк       | … | прем'єр-міністр        |
| • Моріс Бар'є      | … | Зілоєв, російський бас |
| • Франко Рессель   | … | нотаріус               |

## Знімальна група
- Автори сценарію — Федеріко Фелліні, Тоніно Гуерра
- Режисер-постановник — Федеріко Фелліні
- Продюсер — Франко Крістальді
- Асоційовані продюсери — Альдо Немні, Ренцо Росселліні
- Оператор — Джузеппе Ротунно
- Композитор — Джанфранко Пленіціо
- Монтаж — Руджеро Мастроянні
- Художник-постановник — Данте Ферретті
- Художники-декоратори — Франческа Ло Ск'яво, Массімо Тавацці
- Художник по костюмах — Мауріціо Мілленотті
- Артдиректори — Марія-Тереза Барбассо, Наццарено П'яна, Массімо Рацці

## Навколо фільму
Зйомки фільму продовжувалися чотири місяці. Хоча дія відбувається на морі, він був знятий цілком на суші, в павільйонах студії «Чінечітта». На тридцять головних ролей стрічки Федеріко Фелліні запросив досвідчених, але маловідомих на той час акторів, як англійських, так і італійських.

## Нагороди та номінації
| Список нагород та номінацій    | Список нагород та номінацій | Список нагород та номінацій    | Список нагород та номінацій     | Список нагород та номінацій | Список нагород та номінацій |
| Кінопремія                     | Дата церемонії              | Категорія                      | Номінант(и)                     | Результат                   | Дж                          |
| ------------------------------ | --------------------------- | ------------------------------ | ------------------------------- | --------------------------- | --------------------------- |
| Премія «Давид ді Донателло»    | 1984                        | Найкращий фільм                | І корабель пливе…               | Перемога                    |                             |
| Премія «Давид ді Донателло»    | 1984                        | Найкращий режисер              | Федеріко Фелліні                | Номінація                   |                             |
| Премія «Давид ді Донателло»    | 1984                        | Найкращий сценарій             | Федеріко Фелліні, Тоніно Гуерра | Перемога                    |                             |
| Премія «Давид ді Донателло»    | 1984                        | Найкращий оператор             | Джузеппе Ротунно                | Перемога                    |                             |
| Премія «Давид ді Донателло»    | 1984                        | Найкращий художник-постановник | Данте Ферретті                  | Перемога                    |                             |
| Премія «Давид ді Донателло»    | 1984                        | Найкращий дизайн костюмів      | Мауріціо Мілленотті             | Номінація                   |                             |
| Премія «Срібна стрічка»        | 1984                        | Найкращий режисер              | Федеріко Фелліні                | Перемога                    |                             |
| Премія «Срібна стрічка»        | 1984                        | Найкращий оператор             | Джузеппе Ротунно                | Перемога                    |                             |
| Премія «Срібна стрічка»        | 1984                        | Найкращі декорації             | Данте Ферретті                  | Перемога                    |                             |
| Премія «Срібна стрічка»        | 1984                        | Найкращі костюми до фільму     | Мауріціо Мілленотті             | Перемога                    |                             |
| Премія «Срібна стрічка»        | 1984                        | Найкращі спеціальні ефекти     | Найкращі спеціальні ефекти      | Перемога                    |                             |
| Премія Золотий глобус (Італія) | 1984                        | Найкращий фільм                | І корабель пливе…               | Перемога                    |                             |
| Премія «Сан Жорді» (Барселона) | 1986                        | Найкращий іноземний фільм      | І корабель пливе…               | Перемога                    |                             |